# Sérgio Farias
Sérgio Farias, właśc. Sérgio Ricardo de Paiva Farias (ur. 9 czerwca 1967 w Rio de Janeiro) – brazylijski trener piłkarski.

## Kariera trenerska
Karierę szkoleniowca rozpoczął w 1993 roku. Trenował kluby São Mateus-ES, Dhahra Tripoli, Serrano-RJ, Juventus, Santos FC U-17, União Barbarense, Pohang Steelers, Al-Ahli, Al-Wasl, Guangzhou R&F, Duque de Caxias i Suphanburi.
Również trenował juniorską reprezentację Brazylii U-17 oraz młodzieżową reprezentację Brazylii U-20.

## Sukcesy i odznaczenia

### Sukcesy piłkarskie
Brazylia U-17
- mistrz Ameryki Południowej U-17: 2000

União Barbarense
- mistrz Campeonato Brasileiro Série C: 2004

Pohang steelers
- mistrz Korei Południowej: 2007
- zdobywca Pucharu Korei Południowej: 2008
- zdobywca Korean League Cup: 2009
- mistrz Azjatyckiej Ligi Mistrzów: 2009

### Sukcesy indywidualne
- najlepszy trener w K-League: 2007